# Armênia romana
Armênia romana (português brasileiro) ou Arménia romana (português europeu) é o nome genérico para as regiões da Grande Armênia histórica que estiveram sob domínio da Roma Antiga ou do Império Bizantino, diretamente na forma de províncias ou indiretamente, como reinos clientes subordinados aos objetivos romanos.

## História

O Reino da Armênia por volta de Um estado vassalo de Roma de até sua dissolução no século VI, teve diversas porções de seu território foram controladas não apenas pelos romanos, mas também pelos partas e sassânidas no período

Depois da queda da dinastia artaxíada como resultado da campanha de Pompeu na Armênia em 66 a.C., o Reino da Armênia passou a ser disputado com frequência entre o Império Romano e o Império Parta nas Guerras romano-partas. Por toda a sua história neste período, sob o comando da dinastia Arsácida, a nobreza armênia foi obrigada a dividir sua lealdade entre romanos e partas (ou, frequentemente, ambos). O reino seguiu também como estado cliente ou vassalo entre os sucessores destes impérios, o Império Bizantino e o Império Sassânida. Durante as guerras bizantino-sassânidas, o Reino da Armênia foi finalmente dividido entre a Armênia bizantina e a Armênia, deixando de existir.

### Disputa com o Império Parta
Com a expansão para o oriente da República Romana durante as Guerras Mitridáticas, o Reino da Armênia, comandado pela dinastia artaxíada, tornou-se um protetorado romano pelas mãos de Pompeu em 66−65 a.C. Pelos cem anos seguintes, a região permaneceria sob influência romana. No final do século I, a crescente influência parta colocou em xeque a supremacia romana, que foi restabelecida pelas campanhas de Cneu Domício Córbulo.
O conflito terminou com a Batalha de Randeia, um empate técnico e uma solução de compromisso entre as duas potências: um príncipe parta da linha arsácida seria dali em diante o rei da Armênia, mas o candidato deveria ser aprovado pelo imperador romano.

### Província romana da Armênia (114-118 d.C.)
A Província da Armênia (em latim: Provincia Armenia) foi uma província fronteiriça de curtíssima duração criada em 114 pelo imperador Trajano (r. 94–117). Em 113, Trajano invadiu o Império Parta para tentar reinstalar um rei vassalo na Armênia (alguns anos antes, o reino armênio fora conquistado pelos partas). Em seguida, nas palavras de Theodore Mommsen:
| “ | De Antioquia o imperador [Trajano] marchou para o Eufrates e mais para o norte até o acampamento legionário mais setentrional, Satala, na Armênia Menor, de onde ele avançou para a Armênia e seguiu para Artaxata...Trajano estava decidido a transformar este estado vassalo uma província e expandir a fronteira do império para o oriente de forma geral... Armênia cedeu ao seu destino e passou para o governo romano. Trajano avançou e ocupou também a Mesopotâmia...e, como a Armênia, a Mesopotâmia tornou-se uma província romana | ” |
|   | — Theodore Mommsen, The Provinces of the Roman Empire. |   |

Trajano depôs o rei Partamásiris e ordenou a anexação completa do Reino da Armênia ao império. A nova província alcançava a costa do Mar Cáspio e fazia fronteira com a Ibéria e a Albânia, dois estados vassalos de Roma. Neste período, a Armênia foi administrada, juntamente com a Capadócia, por Catílio Severo, da gente Cláudia.
O Senado romano cunhou moedas na ocasião que levavam a inscrição"ARMENIA ET MESOPOTAMIA IN POTESTATEM P.R. REDACTAE", solidificando assim a posição da Armênia como a mais nova província romana. Uma revolta liderada pelo pretendente ao trono armênio de origem parta Sanatruces foi esmagada, embora a resistência local tenha permanecido por todo o período. Vologases III conseguiu retomar uma província na região sudeste da Armênia imediatamente antes da morte de Trajano em agosto de 117.

### Protetorado romano
Depois da morte do imperador, seu sucessor, Adriano, decidiu que não desejava mais uma província na região. Em 118, ele desistiu da região e instalou Partamaspates como rei, mas ele foi rapidamente derrotado pelos partas e teve que fugir para o território romano, que lhe concederam uma posição como co-rei do Reino de Osroena, na região oriental da Grande Armênia como consolação.
Soemo foi nomeado rei pelo imperador Antonino Pio em 140 e, já em 161, a Armênia foi novamente perdida para Vologases IV. Dois anos depois, um contra-ataque romano liderado por Estácio Prisco derrotou-os e Soemo foi reinstalado no trono armênio. O túmulo dele é provavelmente o único templo romano bem preservado em toda a moderna Armênia, o Templo de Garni. Daí em diante, a Armênia mudou frequentemente de mãos conforme os impérios disputavam o controle da região através de reis-fantoches no trono armênio, uma situação que só mudaria com a ascensão de um novo poder na região, o Império Sassânida.
Na segunda metade do século III, a capital sassânida Ctesifonte e diversas regiões do sul da Armênia foram saqueadas pelos romanos liderados pelo imperador Caro e toda a Armênia, depois de meio século de controle persa, foi cedida a Diocleciano em 299 como um estado vassalo. Quando Sétimo Severo atacou Ctesifonte muitos soldados armênios estavam em seu exército: posteriormente - no século IV - os armênios formaram duas novas legiões, a I Armeniaca e a II Armeniaca.

### Armênia durante o Império Romano do Oriente
Em 363, um tratado foi assinado entre o Império Romano do Oriente e a Pérsia sassânida que dividiu a Armênia entre os dois. Os persas ficaram com a maior parte (Armênia) e os romanos receberam a região menor da Armênia ocidental.
Outro tratado se seguiu entre 384 e 390 na Paz de Acilisena (geralmente datada em 387), que estabeleceu uma fronteira definitiva, que corria verticalmente de um ponto um pouco a leste de Karin (que seria rebatizada de Teodosiópolis) para o sul, num ponto a oeste Nísibis na Mesopotâmia. A região sob controle romano, portanto, aumentou, mas, ainda assim, cerca de quatro quintos do antigo Reino da Armênia permanecia sob controle persa.
Ao contrário da Armênia Menor, a oeste do Eufrates, que foi incorporada como uma províncias romanas plenas (Armênia I e Armênia II) subordinadas à Diocese do Ponto ainda no tempo de Diocleciano, os novos territórios tiveram variados graus de autonomia. Armênia Maior, a metade setentrional, foi constituída como uma cidade estipendária (civitas stipendaria) sob um governador civil intitulado conde da Armênia (comes Armeniae), uma posição que tinha autonomia interna, mas que obrigava a região a pagar tributos e prover soldados para o exército romano do oriente.

#### Novas províncias
As Satrapias romanas (em latim: Gentes, também chamadas de Satrapiae) no sul, por outro lado, que já estavam sob influência romana desde 298, eram um grupo de seis principados completamente autônomos aliados ao império (cividades federadas): Ingilena, Sofena Menor, Anzitena, Astianena, Sofanena e Balabitena. O nobreza armênia local (nacarar) era completamente soberana sobre os territórios e as únicas obrigações eram prover soldados quando solicitado e enviar uma coroa de ouro ao imperador como sinal de submissão. Em troca, eles recebiam as insígnias reais, incluindo sapatos vermelhos, do imperador.
A situação permaneceu intocada por quase um século até que uma grande revolta entre os sátrapas em 485 contra o imperador Zenão (r. 474–491) irrompeu. Como resultado, os sátrapas perderam autonomia e os direitos de sucessão hereditária, tornando seus reinos de facto apenas cidades estipendiárias, obrigados a pagar tributos e a aceitar a administração imperial. O imperador Justiniano I (r. 527–565) realizou uma série de mudanças administrativas profundas. Logo depois de sua ascensão, em 527, as funções de duque da Armênia (dux Armeniae; responsável pela Armênia Menor) e conde da Armênia foram abolidas e as forças militares da Armênia foram subordinadas ao novo mestre dos soldados da Armênia (magister militum per Armeniam) em Teodosiópolis.
Em 536, novas reformas aboliram a autonomia dos territórios além do Eufrates e formaram quatro novas províncias plenas. A região oriental da Armênia, chamada de "Armênia Interior", foi fundida com partes do Ponto Polemoníaco e da Armênia I para formar a Armênia I Magna; as antigas Armênia I e Armênia II foram redivididas em "Armênia II" e a nova Armênia III; as antigas satrapias romanas formaram a nova Armênia IV. Dois anos depois, os nobres armênicos se revoltaram contra os altos impostos e o governo do procônsul Acácio, mas foram derrotados e obrigados a fugir para a Pérsia.
Em 591, um tratado entre Cosroes II (r. 590–628) e Maurício (r. 582–602) cedeu a maior parte da Armênia para os bizantinos. Neste mesmo ano é relatado, além disso, que Maurício passaria a chamar a província de Armênia IV como Justiniana, em homenagem ao imperador.

### Últimos anos
A região foi um dos grandes focos de conflitos durante a Guerra bizantino-sassânida de 602-628. Depois que as conquistas muçulmanas se inciaram e da conquista árabe da Armênia, apenas a porção ocidental da Armênia continuou sob controle bizantino, passando a fazer parte do Tema Armeníaco. O resto da região foi dominada pelos árabes e governada por uma sucessão de emires nomeados pelos califas e por príncipes locais.
Com o declínio do poder do Califado Abássida e a dissolução do território árabe em uma miríade de pequenos estados autônomos, os bizantinos conseguiram reafirmar sua influência sobre os principados armênios durante as campanhas de João Curcuas no início do século X. Na primeira metade do século XI, durante o reinado de Basílio II e seus sucessores, a maior parte da Armênia passou para o controle direto bizantino, uma situação que perdurou até a Batalha de Manzicerta em 1071, quando toda a Armênia foi conquistada pelos turcos seljúcidas.

## Cristianismo

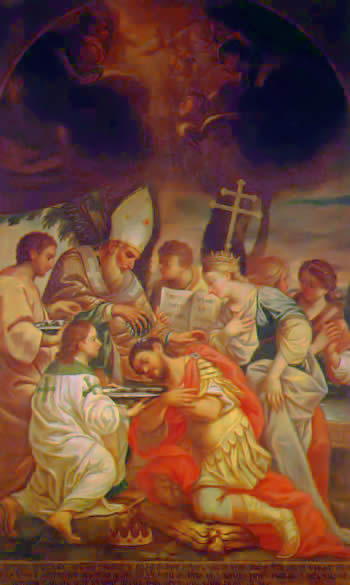
Batismo de por São Gregório Iluminador

A influência do cristianismo se fez sentir na região ainda no século I, tradicionalmente iniciada pelos apóstolos Bartolomeu e Judas Tadeu, que ainda hoje são reverenciados como padroeiros da Igreja Apostólica Armênia.
Acredita-se que Bartolomeu tenha sido martirizado em Albanópolis, na Armênia. De acordo com um relato ele teria sido decapitado, mas a tradição popular conta que ele foi esfolado vivo e crucificado de ponta cabeça. Ele teria convertido o rei Políbio ao cristianismo e Astiages, irmão dele, ordenou a execução.
Como resultado da vitória de Diocleciano sobre os sassânidas, toda Armênia foi novamente transformada num vassalo de Roma em 299, ampliando a zona de influência cultural romana para muito além da Anatólia, o que levou à difusão do cristianismo siríaco de seu principal centro, Nísibis, nas primeiras décadas do século IV e, no fim, à cristianização completa da Armênia.
Antes disso, a religião predominante ali era o zoroastrismo (patrocinado pelos impérios Parta e Sassânida) e, em menor escala, as tradições locais. O Reino da Armênia é amplamente considerado como o primeiro estado a adotar o cristianismo como religião oficial depois que São Gregório, o Iluminador convenceu o rei da Armênia Tirídates III a se converter, um evento tradicionalmente datado em 301. Gregório e seu filho, Aristaces, conseguiram converter uma grande quantidade de armênios me seguida, principalmente depois que o imperador Constantino legalizou o cristianismo em 313.
Gregório também foi o organizador da hierarquia da Igreja Apostólica Armênia, uma das mais antigas do mundo e, desde a época dele até hoje, os seus líderes são chamados de católico. Ele também escolheu como sede da igreja a cidade de Valarsapate, na Armênia, e construiu lá a Catedral de Echemiazim em 301-303. Em 480, Vaanes I Mamicônio, o futuro marzobã da Armênia, ordenou que a já dilapidada basílica fosse demolida e construiu no lugar uma nova igreja cruciforme, a mesma que ainda existe na República da Armênia.
O contínuo estado de tumulto que caracterizou a política armênia nos séculos seguintes fez com que o poder político mudasse constantemente de lugar em busca de lugares mais seguros, geralmente mais próximos do Império Bizantino. O centro religioso seguiu junto e terminou na região bizantina da Cilícia no século XIII.

## Sés episcopais
As sés episcopais da província que aparecem no Anuário Pontifício como sés titulares são:
- Na Armênia I:
  - Coloneia na Armênia (Coiluquissar)
- Na Armênia II:
  - Comana Armênia (Sar ou Sarcale)
- Na Armênia III:
  - Acilisena (Erzinjane)
  - Citarizo